# Бриджуотерский канал
Бриджуотерский канал (англ. Bridgewater Canal) — искусственный водный путь в Северо-Западной Англии, соединяющий Ранкорн, Манчестер и Ли. Постройка была заказана Фрэнсисом Эгертоном, 3-м герцогом Бриджуотером, для перевозки угля из его шахт в Уорсли в Манчестер. Он был открыт в 1761 году от Уорсли до Манчестера, а позже расширялся от Манчестера до Ранкорна, а затем от Уорсли до Ли. Один из первых каналов Великобритании, положивший начало Промышленной революции.
Канал соединён с Манчестерским каналом через шлюз в Корнбруке, с Рочдейлским каналом в Манчестере, с каналом Трент—Мерси в Престон-Брук и каналом Лидс—Ливерпуль в Ли. Входит в туристический маршрут «Чеширское канальное кольцо».

## Перевозки
В 1791 году шахты в Уорсли добыли 100 282 длинных тонны (101 891 т.) угля, из которых 61 431 т. были «проданы в плавание»; также было перевезено 12 000 т. каменной соли из Чешира. Продажи угля составили 19 455 фунтов стерлингов, и почти 30 000 фунтов было получено от других грузов. Пассажирские перевозки в 1791 году принесли выручку в размере 3781 фунта.
Пассажирские перевозки находились в острой конкуренции с судоходной компанией Мерси и Ирвелла (M&IN). Путешествие вниз по реке по речному маршруту занимало 8 часов (и 9 часов в направлении вверх), в то время как путешествие по каналу заняло по 9 часов в любую сторону. Тарифы были аналогичны, но Бриджуотерский маршрут, говорили, был «более живописным». Также канал использовался лодочниками. Они поднимали свои маленькие легкие лодки из реки в Ранкорне, перенося их на короткое расстояние вверх по крутым улицам, и там опускали в канал.
Баржи на канале продолжали буксироваться лошадьми до середины XIX века, когда их пришлось заменить паровыми двигателями после смертельной эпидемии, случившейся у лошадей. «Густой дым», производимый паровыми баржами, и их «излишне резкий свист» раздражали некоторых местных жителей, которые к тому же начали страдать от болезни, известной как «канальная ангина», «без сомнения, вызванной мерзкими эманациями, испускаемыми его (канала Бриджуотер) ужасно грязной водой».
Грузовые перевозки по каналу продолжались до 1975 года. Сейчас канал используется, в основном, для досуга.

## Достопримечательности

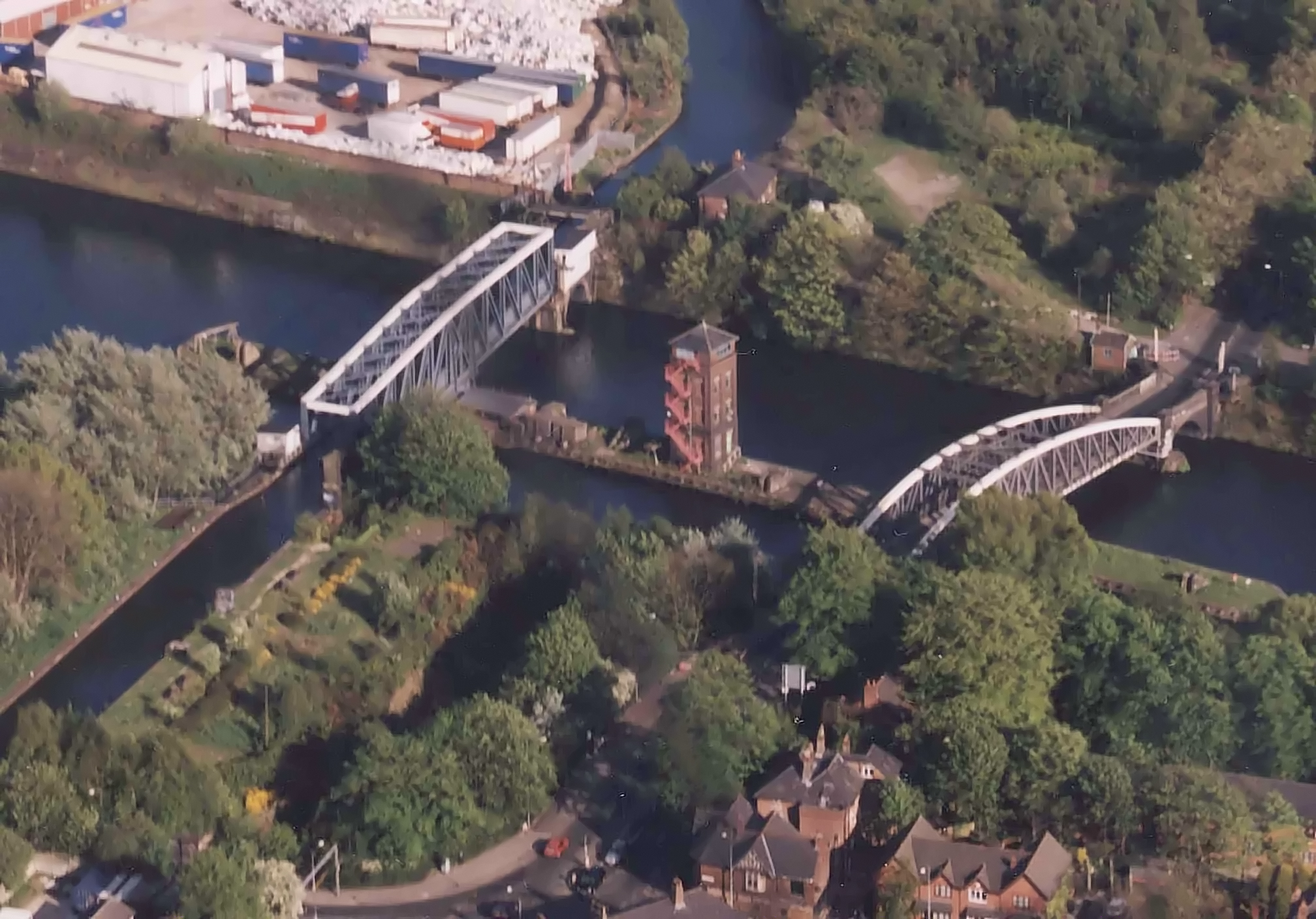
Бартонский поворотный акведук (слева) и поворотный автомобильный мост над Манчестерским каналом

### Единственный в мире поворотный мост-акведук
В Бартоне, недалеко от Манчестера, при пересечении с Манчестерским каналом для морских судов находится единственный в мире поворотный мост-акведук. Ниже по течению расположен поворотный автомобильный мост. Оба моста управляются из одной кирпичной башни, расположенной на искусственном острове посередине Манчестерского канала. Во избежание столкновений, поворотный акведук открывается за полчаса до назначенного время пропуска.

### Исторический Бартонский акведук
На канале находился первый в Англии мост-акведук, построенный для пересечения каналом реки. Он считался одним из 7 чудес эры каналостроения, однако в конце XIX века был снесён, чтобы дать проход морским судам по новопостроенному Манчестерскому каналу, и заменён на поворотный (см. выше).